# Sandro Puppo
Sandro Puppo (28. leden 1918 Piacenza, Italské království – 16. říjen 1986 Piacenza, Itálie) byl italský fotbalový záložník i trenér.
Fotbalovou kariéru začal v rodném městě Piacenza za místní klub. Od roku 1934 již hrál za třetiligový klub Piacenza. Hrál tak dobře, že byl nominován na OH 1936, kde získal zlatou medaili, i když neodehrál žádné utkání. V roce 1937 přestoupil do Ambrosiana-Inter, kde získal svůj jediný titul v lize (1937/38). Po dvou letech byl prodán do Benátek, kde hrál po boku Loika a Mazzola. Fotbalovou kariéru zakončil v dresu AS Řím v roce 1949.
Již během hráčské kariéry se věnoval trenéřině. Bylo to v roce 1945 v Piacenze. V roce 1952 se stal trenérem turecké reprezentace a vedl ji na OH 1952 a MS 1954. Během angažmá v reprezentaci byl trenérem i klubu Beşiktaşe. V roce 1954 usedl na jednu sezonu na lavičku trenéru v Barceloně, kde obsadil 2. místo v lize. Mezi lety 1955 a 1957 byl trenérem Juventusu. V roce 1960 opět vedl tureckou reprezentaci i klub Beşiktaş. Poslední trenérské angažmá měl v roce 1967 v Piacenze.

## Hráčská statistika
| Sezóna  | Klub             | Liga    | Liga   | Liga | Ligové poháry | Ligové poháry | Ligové poháry | Kontinentální poháry | Kontinentální poháry | Kontinentální poháry | Celkem | Celkem |
| Sezóna  | Klub             | Soutěž  | Zápasy | Góly | Soutěž        | Zápasy        | Góly          | Soutěž               | Zápasy               | Góly                 | Zápasy | Góly   |
| ------- | ---------------- | ------- | ------ | ---- | ------------- | ------------- | ------------- | -------------------- | -------------------- | -------------------- | ------ | ------ |
| 1934/35 | Piacenza         | Serie C | ?      | ?    | IP            | ?             | ?             | -                    | 0                    | 0                    | ?      | ?      |
| 1935/36 | Piacenza         | Serie C | ?      | ?    | IP            | 1             | 0             | -                    | 0                    | 0                    | 1+     | 0+     |
| 1936/37 | Piacenza         | Serie C | ?      | ?    | IP            | 3             | 1             | -                    | 0                    | 0                    | 3+     | 1+     |
| 1937/38 | Ambrosiana-Inter | Serie A | 0      | 0    | IP            | 2             | 0             | -                    | 0                    | 0                    | 2      | 0      |
| 1938/39 | Ambrosiana-Inter | Serie A | 8      | 0    | IP            | 3             | 0             | Stř.P                | 1                    | 0                    | 12     | 0      |
| 1939/40 | Benátky          | Serie A | 28     | 1    | IP            | 2             | 0             | -                    | 0                    | 0                    | 30     | 1      |
| 1940/41 | Benátky          | Serie A | 20     | 0    | IP            | 6             | 0             | -                    | 0                    | 0                    | 26     | 0      |
| 1941/42 | Benátky          | Serie A | 30     | 3    | IP            | 4             | 0             | -                    | 0                    | 0                    | 34     | 3      |
| 1942/43 | Benátky          | Serie A | 33     | 2    | IP            | 4             | 0             | -                    | 0                    | 0                    | 37     | 2      |
| 1946/47 | Benátky          | Serie A | 37     | 1    | -             | 0             | 0             | -                    | 0                    | 0                    | 37     | 1      |
| 1947/48 | Řím              | Serie A | 14     | 0    | -             | 0             | 0             | -                    | 0                    | 0                    | 14     | 0      |
| 1948/49 | Řím              | Serie A | 1      | 0    | -             | 0             | 0             | -                    | 0                    | 0                    | 1      | 0      |
| Celkem  | Celkem           | Celkem  | 171+   | 7+   | -             | 25+           | 1+            | -                    | 1                    | 0                    | 197+   | 8+     |

## Hráčské úspěchy

### Klubové
- 1× vítěz italské ligy (1937/38)
- 2× vítěz italského poháru (1938/39, 1940/41)

### Reprezentační
- 1x na OH (1936 - zlato)

## Trenérské úspěchy

### Reprezentační
- 1x na OH (1952)
- 1x na MS (1954)